# Élisabeth Brasseur
Élisabeth Brasseur (* 1896 in Verdun; † 1972 in Versailles) war eine französische Chorleiterin.
Nach erstem Unterricht bei ihrem Großvater Ernest Grosjean, der Organist an der Kathedrale von Verdun war, studierte Brasseur am Konservatorium von Versailles. Sie erhielt eine Stelle als Organistin und Kantorin an der Kirche Sainte Jeanne d’Arc und gründete dort 1920 einen Frauenchor, der sich bald zum gemischten Chor entwickelte und 1943 den Namen Chorale Élisabeth-Brasseur erhielt.
Der Chor trat bei hunderten von Konzerten und Opernaufführungen auf, sang Uraufführungen von Kompositionen Arthur Honeggers (Cantate de Noël), Florent Schmitts, Francis Poulencs, Darius Milhauds, André Jolivets, Olivier Messiaens, Claude Delvincourts, Jacques Charpentiers und Charles Browns und
wirkte regelmäßig beim Festival d’Aix-en-Provence mit.
Nach dem Tode Brasseurs 1972 übernahm Catherine Brilli die Chorleitung.
| Personendaten    | Personendaten             |
| ---------------- | ------------------------- |
| NAME             | Brasseur, Élisabeth       |
| KURZBESCHREIBUNG | französische Chorleiterin |
| GEBURTSDATUM     | 1896                      |
| GEBURTSORT       | Verdun                    |
| STERBEDATUM      | 1972                      |
| STERBEORT        | Versailles                |